# Petrolia (California)
Petrolia es un área no incorporada ubicada en el condado de Humboldt en el estado estadounidense de California.

## Geografía
Petrolia se encuentra ubicada en las coordenadas 40°19′32″N 124°17′13″O / 40.32556, -124.28694.